# VT-28
Escadron d'entraînement 28
Le Training Squadron 28 (TRARON TWENTY EIGHT ou VT-28) est un escadron d'avion d'entraînement du Naval Air Training Command de l'US Navy. Créé en 1960, il est basé actuellement à la Naval Air Station Corpus Christi, au Texas. Il est l'un des quatre escadrons du Training Air Wing Four (TRAWING FOUR).

## Historique

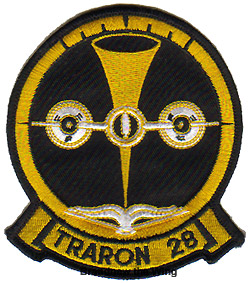
Insigne du VT-28 (Advanced Multi-engine Training Squadron)

Le VT-28 a été initialement créé en tant qu' Advanced Training Unit 611 (ATU-611) et ont commencé comme Advanced Multi-engine Training Squadron pilotant le S2F-1T, une variante d'entraînement du Grumman S-2 Tracker. Le 1er mai 1960, l'ATU-611 a été renommé VT-28 et en septembre 1962, son avion a été renommé TS-2A conformément au système de désignation des avions Tri-Service des États-Unis de 1962.
Après des décennies d'utilisation et la désignation de milliers d'aviateurs navals, le TS-2A a été remplacé par le bimoteur à turbopropulseur T-44A Pegasus en 1979. Le VT-28 a continué à former des aviateurs multimoteurs avancés jusqu'en 1990, date à laquelle le Naval Air Training Command (CNATRA) a réaffecté l'escadron pour qu'il soit responsable de la formation des instructeurs et de la mise à jour des programmes de formation pour les T-44A Pegasus et T-34C Turbo Mentor. Trois ans plus tard, le CNATRA a de nouveau réaffecté le VT-28, cette fois pour être le cinquième escadron d'entraînement principal de l'US Navy aux commandes du T-34C Turbo Mentor. 
En 2013, l'escadron a commencé sa transition du T-34C au plus récent entraîneur de vol principal de la Marine, le T-6B Texan II.

## Galerie
|                        |
| TS-2A Tracker du VT628 |

|                             |
| T-34C turbo Mentor du VT-28 |